# Zelomorpha curvinervis
Zelomorpha curvinervis är en stekelart som först beskrevs av Cameron 1911.  Zelomorpha curvinervis ingår i släktet Zelomorpha och familjen bracksteklar. Inga underarter finns listade i Catalogue of Life.